# Argiope argentata
Argiope argentata ist eine in den amerikanischen Tropen und Subtropen beheimatete Spinne aus der Familie der Echten Radnetzspinnen. 

## Beschreibung
Die Männchen erreichen eine Körperlänge von ca. 4 mm, Weibchen bis zu 14 mm. Bei den Weibchen ist das Prosoma (Vorderleib) silbrig-weiß behaart. Das Opisthosoma (Hinterleib) ist oberseits im vorderen Teil ebenfalls silbrig-weiß und zeigt etwa ab der Mitte zwei breite, dunkle, meist gelblich braune Längsbänder, die im Extremfall miteinander verschmelzen. Das Opisthosoma weist an den Außenkanten zwei paarige, große, höckerartige Fortsätze auf. Die Beine sind hell-dunkel geringelt.
Im Gegensatz zum Weibchen ist das Prosoma beim Männchen gelblich und zeigt zwei bräunliche Längsbänder. Das Opisthosoma ist weißlich und zeigt ebenfalls zwei bräunliche Längsbänder, es hat keine seitlichen Höcker.

## Verbreitung und Lebensraum
Das Verbreitungsgebiet von Argiope argentata reicht vom Süden der USA (Süden der Bundesstaaten Kalifornien, Texas, Arizona und Florida) nach Süden bis Zentral-Argentinien. Die Art bewohnt Gebüsch und Gärten, besonders häufig ist sie an Opuntien zu finden.

## Netzbau
Das Radnetz zeigt ähnlich wie das der in Mitteleuropa heimischen Wespenspinne meist breite Zickzack-Bänder, sogenannte Stabilimente. Bei Argiope argentata können bis zu vier Stabilimente im Netz vorhanden sein, die dann eine sehr auffallende X-Form ergeben. Die Spinne sitzt wie alle Vertreter der Gattung meist kopfunter in der Mitte des Netzes.

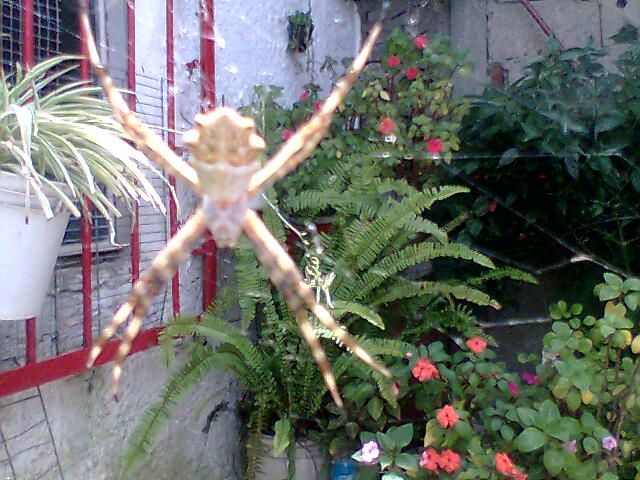
Weibchen im Netz
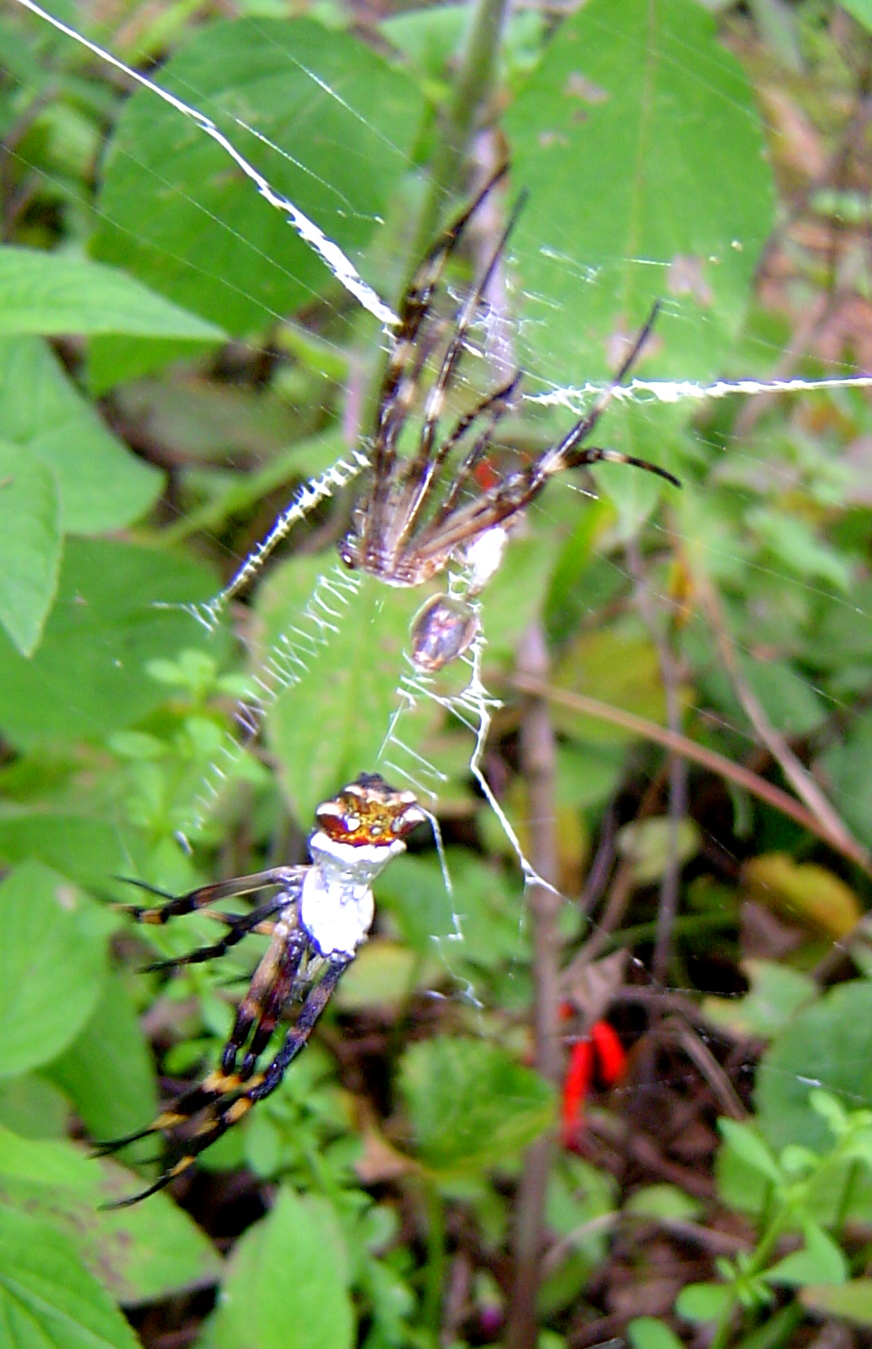
Weibchen kurz nach der Häutung, oben die alte Haut